# Sanktuarium der Barmherzigkeit Gottes

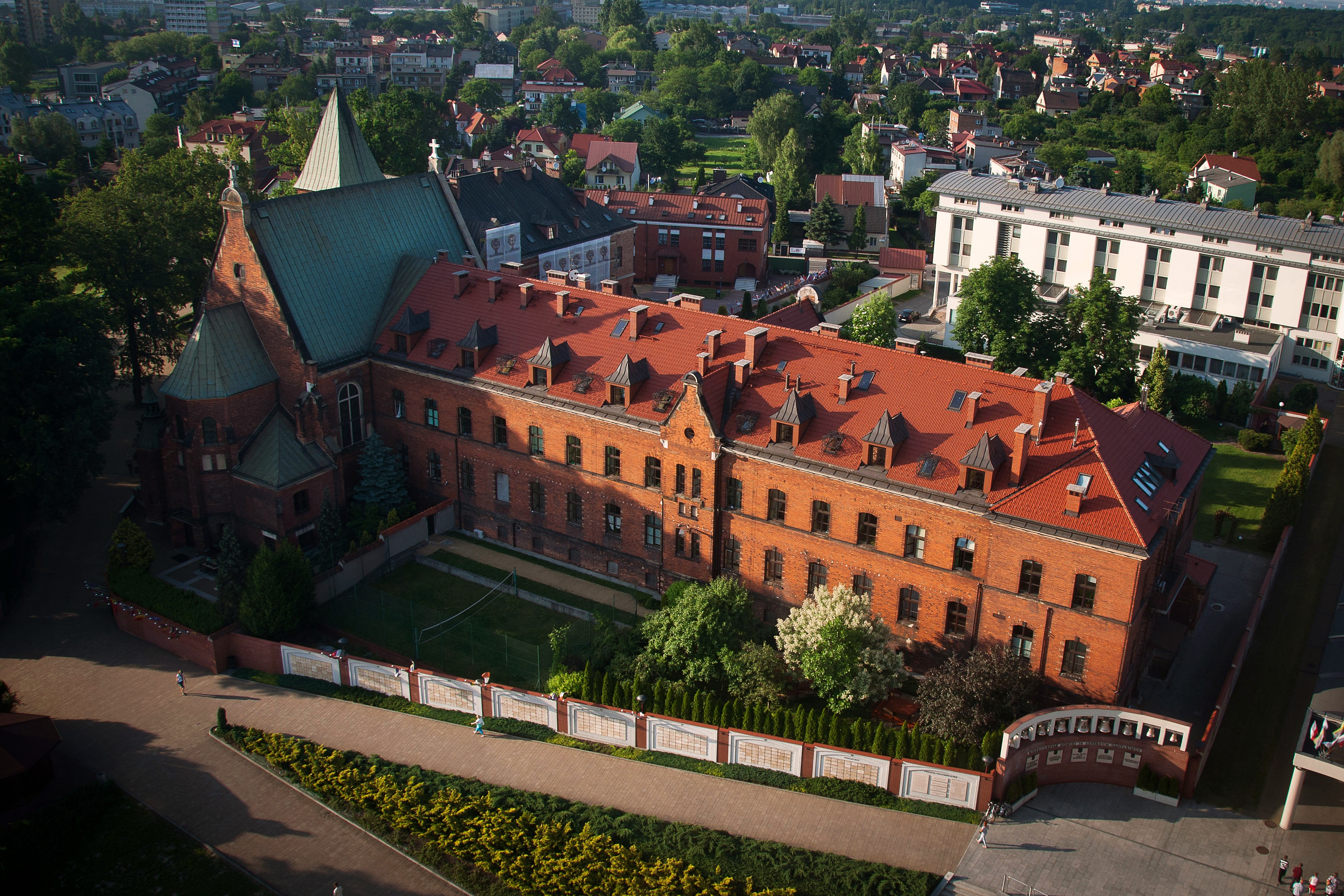
Kloster der Schwestern der Muttergottes von der Barmherzigkeit mit der St. Josef-Kapelle und dem Gnadenbild vom Barmherzigen Jesus

Das Sanktuarium der Barmherzigkeit Gottes (polnisch Sanktuarium Bożego Miłosierdzia, lateinisch Sanctuarium Divinae Misericordiae) in Krakau-Łagiewniki ist ein noch junges Internationales Heiligtum zur Verehrung der Barmherzigkeit Gottes im Gnadenbild vom Barmherzigen Jesus von Adolf Hyła nach den Beschreibungen der Hl. Faustyna. Zentrum des Sanktuariums ist das Gnadenbild in der 1891 erbauten St. Josef-Kapelle der Schwestern der Muttergottes von der Barmherzigkeit mit den
darunter in einem kleinen Sarkophag aufbewahrten Reliquien der Hl. Faustyna. Etwa zwei Millionen Pilger aus aller Welt besuchen jährlich das Sanktuarium der Barmherzigkeit Gottes. Die schöne St. Josef-Kapelle kann nicht so viele Pilger empfangen. Deswegen war es notwendig, eine neue, größere Kirche zu bauen. Die Stiftung vom Sanktuarium der Barmherzigkeit Gottes, die 1996 ins Leben gerufen wurde, beauftragte Prof. Witold Cęckiewicz mit dem Bau einer Basilica minor, die am 17. August 2002 durch Papst Johannes Paul II. als Basilika der Barmherzigkeit Gottes geweiht wurde. Unweit südlich befindet sich die St.-Johannes-Paul-II.-Kirche.

## Geschichte des Klosters
Das Kloster der Schwestern der Muttergottes von der Barmherzigkeit in Krakau-Łagiewniki entstand auf Anregung von Fürst Alexander Lubomirski, auf dessen Kosten ein Ackerland bei Krakau gekauft wurde, auf dem man zunächst eine Anstalt für Mädchen, die moralischen Schutzes bedurften, errichtete, danach eine neugotische Klosterkapelle und schließlich ein großes Konventsgebäude für die Schwestern der Muttergottes von der Barmherzigkeit. Das ganze Anwesen wurde für Józefów genannt, weil die Schwestern der Überzeugung waren, dem Hl. Josef das Erbitten dieser Stiftung zu verdanken. Die St. Josef-Kapelle wurde von Kardinal Albin Dunajewski am 20. August 1891 eingeweiht. Ein Flügel des Klostergebäudes, der für das Haus der Barmherzigkeit bestimmt war, wurde für Mädchen und Frauen, die Hilfe und moralische Erneuerung bedurften, zu einem Zufluchtsort. Die Achtung der menschlichen Würde, das Vertrauen zu Gott, der barmherzig ist, die Pflege und ein tieferes Verständnis für die christlichen Werte, all das war die Grundlage der erzieherischen Tätigkeit der Schwestern. Schwester Faustyna Kowalska lebte hier während ihres Noviziats 1925–1930 sowie in den letzten Wochen bis zu ihrem Tod am 5. Oktober 1938.
Die Schwestern bereiteten ihre Zöglinge auf ein würdiges Leben in der Gesellschaft vor – unter ihrer Leitung wurden Werkstätten für Stickerei und Weberei, eine Wäscherei und eine Buchbinderei geführt, die Schwestern brachten ihnen Garten- und Landwirtschaftsarbeiten bei. Schwester Faustynas mystische Erfahrungen und das nach ihrer Beschreibung 1944 von Adolf Hyła für die Klosterkapelle gemalte Gnadenbild vom Barmherzigen Jesus wurden rasch populär. Das Haus der Barmherzigkeit funktionierte von der Entstehung des Klosters an bis zum Jahre 1962, als die staatlichen Behörden der Kongregation die Erziehungsanstalt und den größeren Teil des Anwesens konfisziert haben. 1966 wurden die sterblichen Überreste der Hl. Faustyna exhumiert und in der Klosterkapelle unter einer Steinplatte beigesetzt. Im Jahre 1969 gründeten die Schwestern źródło („Quelle“) – ein Zentrum der offenen Fürsorge für sozial schwierige Jugendliche, das bis 1991 bestand. Im Jahre 1989 gaben die staatlichen Behörden der Kongregation die Erziehungsanstalt zurück, in dem sich heute ein Internat, ein Gymnasium, eine Berufsschule für Gastronomie und Friseurhandwerk und eine Realschule für moralisch vernachlässigte Mädchen befinden.

## Die Schwestern der Muttergottes von der Barmherzigkeit

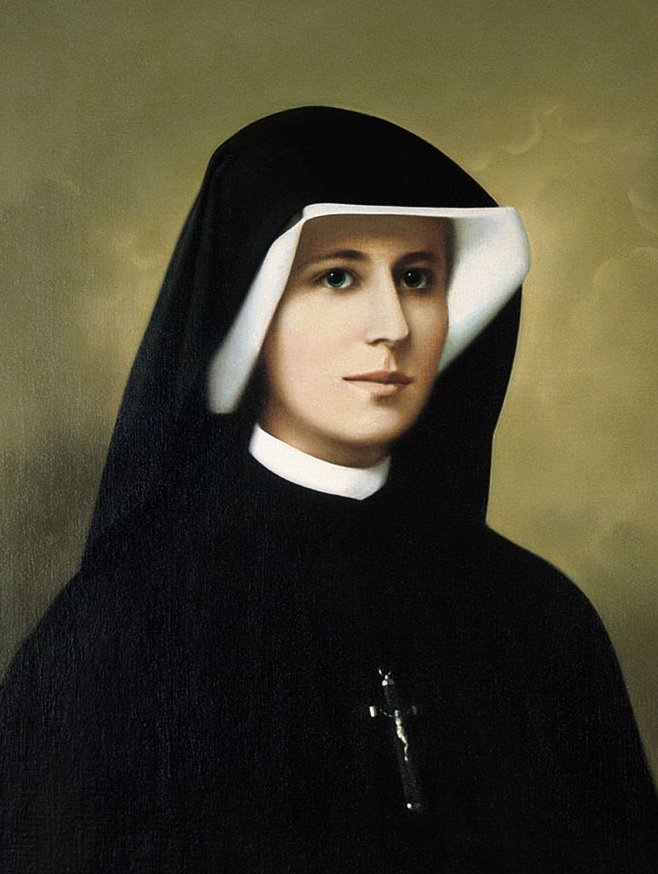
Die Hl. Faustyna

## Die Hl. Faustyna
Der Papst aus Krakau förderte das geistliche Vermächtnis und die Verehrung Sr. Faustynas. 1993 wurde sie seliggesprochen. Jetzt wurden ihre Reliquien in einem Schrein geborgen, der auf dem linken Seitenaltar der Klosterkirche St. Josef unter dem Originalbild des Barmherzigen Jesus Aufstellung fand. Am 30. April 2000, dem ersten offiziellen Barmherzigkeitssonntag, wurde Sr. Faustyna heiliggesprochen. Inzwischen war die neue Basilika im Bau, und seit ihrer Vollendung zählt das Heiligtum zu den meistbesuchten Wallfahrtsorten Europas.

## Die Botschaft der Barmherzigkeit

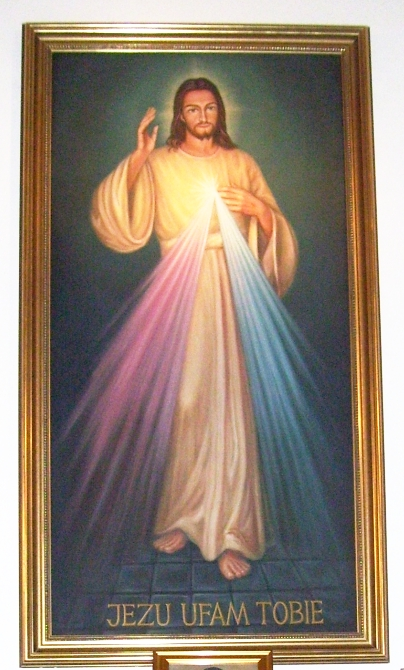
Vereinfachte Kopie des Gnadenbildes vom Barmherzigen Jesus von Adolf Hyła über einem Seitenaltar in Łódź; Beschriftung: JEZU UFAM TOBIE („Jesus, ich vertraue auf dich“)

Jesus sagte zur Schwester Faustyna: Im Alten Testament habe ich zu meinem Volk Propheten mit Blitz und Donner gesandt, heute sende ich dich mit meiner Barmherzigkeit zur ganzen Menschheit. Die Botschaft der Hl. Schwester Faustyna besteht in der Verkündigung und im Erbitten der Barmherzigkeit Gottes für die Welt, u. a. durch Ausübung neuer Kultformen: das Bild mit der Unterschrift JEZU, UFAM TOBIE („Jesus, ich vertraue auf dich“), das Fest der Barmherzigkeit, der Rosenkranz zur Barmherzigkeit Gottes und die Stunde der Barmherzigkeit. Jesus versprach den Menschen, die sie praktizieren, aber auch alljenen, die die Barmherzigkeit verkünden und verehren, viele Gnaden, jedoch unter der Bedingung einer authentischen Andacht, das heißt im Geiste des Vertrauens zu Gott und der Barmherzigkeit gegenüber dem Nächsten.

## Die Andacht zur Barmherzigkeit Gottes
Das Wesen der Andacht zur Barmherzigkeit Gottes umfasst das Vertrauen zu Gott und die Barmherzigkeit. Das Vertrauen bedeutet hier eine innere Haltung gegenüber Gott, das sich in der Erfüllung Seines Willens ausdrückt. Die Worte JEZU, UFAM TOBIE drücken einen tiefen Glauben und Vertrauen auf die Liebe Gottes aus. Schon allein das Vertrauen, ohne die Ausübung der konkreten Kultformen, schenkt uns die Gnaden, die Jesus an diese Andacht knüpfte. Aus meiner Barmherzigkeit, sagte Jesus, schöpft man Gnaden nur mit einem Gefäß, und das ist das Vertrauen. Je mehr eine Seele vertraut, umso mehr bekommt sie.
Der wichtigste Teil der Andacht neben dem Vertrauen ist die Barmherzigkeit, die jeder Mensch mit Tat, Wort oder Gebet erweisen soll. Jesus sagte zur Schwester Faustyna: Ich verlange von dir Taten der Barmherzigkeit, die aus deiner Liebe zu Mir hervor gehen sollen. Barmherzigkeit sollst du immer und überall deinen Nächsten erweisen, du kannst dich davor weder drücken, noch ausreden oder entschuldigen. Eine visuelle Zusammenfassung der Sendung der Hl. Faustyna und besonders der Andacht zur Barmherzigkeit Gottes ist das Gnadenbild vom Barmherzigen Jesus. Wie das Bild entstand, beschrieb Schwester Faustyna in ihrem Tagebuch: Am Abend [22. Februar 1931], als ich in der Zelle war, erblickte ich Jesus, den Herrn, in einem weißen Gewand. Eine Hand war zum Segnen erhoben, die andere berührte das Gewand auf der Brust. Von der Öffnung des Gewandes an der Brust gingen zwei große Strahlen aus, ein roter und ein blasser. (…) Nach einer Weile sagte Jesus zu mir: „Male ein Bild nach dem, was du siehst, mit der Unterschrift: JEZU, UFAM TOBIE.“ Zwei Strahlen, die vom Herzen ausgehen, bedeuten Blut, das das Leben der Seelen ist, und Wasser, das die Seelen rechtfertigt.
Denen, die das Bild verehren, versprach Jesus ewige Erlösung, den Sieg über die Feinde der Seele, große Fortschritte sowie alle anderen Gnaden.
Eine andere Kultform ist das Fest der Barmherzigkeit Gottes. Es wird am ersten Sonntag nach Ostern gefeiert. Der Vorbereitung auf das Fest dient die Novene, die daraus besteht, dass man den Rosenkranz zur Barmherzigkeit Gottes neun Tage – beginnend mit dem Karfreitag – betet. Die Zeit der besonderen Gnade fällt auf den Augenblick des Sterbens Jesu am Kreuze, um 15 Uhr, es ist die Stunde der Barmherzigkeit. In dieser Stunde versage Ich nichts der Seele, die Mich durch mein Leiden bittet.

## Der Kult der Barmherzigkeit Gottes
Anfangs blühte der Kult der Barmherzigkeit Gottes an den Orten, wo die Hl. Faustyna lebte. Später wurde er von den Polen, die nach Sibirien oder Kasachstan umgesiedelt wurden, weiter verkündet. Ihre Aufgaben übernahmen polnische Soldaten, die überall in der Welt während des Zweiten Weltkrieges zu finden waren. Der Kult der Barmherzigkeit Gottes und die Informationen über das Werk der Hl. Faustyna wurden darüber hinaus auch von den anderen Kongregationen (Klosterverbänden) verbreitet. 1959 wurde jedoch die Verbreitung der Andacht zur Barmherzigkeit Gottes in der Form, die Schwester Faustyna überlieferte, vom Heiligen Stuhl verboten. In dieser Zeit vertieften die Theologen ihr Wissen über das Geheimnis der Barmherzigkeit Gottes und über das Leben und die Botschaft der Hl. Schwester Faustyna. Sie gaben der Kirche eine theologische Bearbeitung der Werke der Apostelin der Barmherzigkeit Gottes und der Andachtsformen. 1978 nahm der Heilige Stuhl das Verbot zurück, und der Kult der Barmherzigkeit Gottes bekam eine neue Entwicklungskraft. Der größte Befürworter in Polen war der Krakauer Erzbischof Karol Wojtyła, der später als Papst Schwester Faustyna selig und heiliggesprochen hat.

## Die Apostolische Bewegung der Barmherzigkeit Gottes
Dank der mystischen Erfahrung und dem Charisma der Schwester Faustyna entstand in der Römisch-katholischen Kirche die Apostolische Bewegung der Barmherzigkeit Gottes, die das Werk der Schwester übernahm. Die apostolische Bewegung verkündet das Geheimnis der Barmherzigkeit Gottes, erbittet sie für die Welt, sie strebt nach der Vereinigung mit Gott auf dem Weg des Vertrauens gegenüber ihm und der Barmherzigkeit gegenüber Mitmenschen. Im Jahre 1935 sprach Jesus zur Schwester Faustyna: Du wirst die Welt auf meine endgültige Wiederkunft vorbereiten und Du wirst gemeinsam mit deinen Mitschwestern Barmherzigkeit für euch selbst und für die Welt erbitten. Anfangs dachte Schwester Faustyna, dass ihre Aufgabe darin bestehe, ein kontemplatives Kloster zu gründen, das die Aufgabe hätte, die Barmherzigkeit für die Welt zu erbitten. Erst später begriff sie klar, dass es nicht nur um irgendeine Kongregation geht, sondern um alle Kongregationen (Klosterverbände) und um Laien, die ihr Werk der Barmherzigkeit übernehmen sollen. Sie hatte keine Ahnung, dass das Werk der Verkündigung der Barmherzigkeit schon mit der ersten Andacht zur Barmherzigkeit Gottes angefangen hat; sie hatte Angst vor der großen Aufgabe.

## Verein der Apostel der Barmherzigkeit Gottes
Eine dieser Gemeinschaften ist der Verein der Apostel der Barmherzigkeit Gottes Faustinum. Er wurde vom Kardinal Franciszek Macharski am 6. März 1996 gegründet, mit dem Sitz im Sanktuarium der Barmherzigkeit Gottes in Krakau-Łagiewniki. Im Verein scharen sich Volontäre und Mitglieder aus 61 Nationen zusammen (2004). Dem Verein kann jeder angehören, der das Geheimnis der Barmherzigkeit Gottes ergründen will, eine Haltung des Vertrauens erwerben möchte, der am Tag mindestens einen Akt der Barmherzigkeit gegenüber den Nächsten durch eine Tat, ein Wort oder ein Gebet aus Liebe zu Jesus vollbringen will, und der den Rosenkranz zur Barmherzigkeit Gottes beten will. Nur die Personen, welche die polnische, englische, deutsche, französische, slowakische oder tschechische Sprache verstehen, können Mitglieder werden, da die Schwestern der Muttergottes von der Barmherzigkeit ihre geistige und apostolische Ausbildung in diesen Sprachen gewährleisten können. Die Mitglieder, die das Charisma der Schwester Faustyna entdecken, leben nach ihrer Spiritualität und engagieren sich bei ihrer Sendung der Verkündigung der Barmherzigkeit durch Tat, Wort und Gebet, und so werden sie zu den nächsten Mitarbeitern der Schwestern der Muttergottes von der Barmherzigkeit. Sie verpflichten sich nicht nur, im christlichen Leben ständig zu wachsen, sondern auch zu einer geistigen und apostolischen Ausbildung, die vom Faustinum in sechs Sprachen durchgeführt wird. Die Ausbildung wird mit einem Test abgeschlossen. Ab jetzt darf das Mitglied das Abzeichen des Vereins tragen. Mitglieder des Vereins Faustinum haben die Möglichkeit das Versprechen abzugeben, sich voll der Barmherzigkeit Gottes für eine bestimmte Zeit hinzugeben, später auch für ihr ganzes Leben. Die Grundausbildung dauert vier Jahre. Sie besteht aus drei Themenreihen: aus dem biblischen Zyklus, aus dem ABC des inneren Lebens und aus der Themenreihe von der Spiritualität und der Sendung der Hl. Faustyna. Das erste Ausbildungsjahr – Fundamente; das zweite Ausbildungsjahr – die Schule des Vertrauens; das dritte – die Schule der Barmherzigkeit; das vierte – das Zusammenwirken des Menschen mit der Barmherzigkeit Gottes. Außer der monatlichen Konferenzen bekommt man noch eine Praxisanleitung, die zur Entdeckung Gottes führen sollte, der in der Seele, die sich im Stande der Gnade befindet, lebt. Man soll die Fähigkeit erwerben, das eigene Leben mit Gott zu erfahren. Die Ausbildung wird gemeinschaftlich in den Pfarreien durchgeführt (wenn es dort eine Gruppe von Personen gibt, die im Verein Faustinum zusammengeschlossen sind, sowie einen Priester, der die Ausbildung gemäß dem im Verein verpflichtenden Programm durchführen kann) oder auch individuell – man bestellt Ausbildungsmaterialien im Sekretariat des Vereins Faustinum. Zu einer offiziellen Gründung einer Faustinum-Gruppe in der Pfarrei kommt es dann, wenn es mindestens zehn Mitglieder des Vereins gibt (nicht Volontäre), und wenn der Diözesanbischof seine Genehmigung erteilt, um die der Pfarrer bittet.

## Basilika der Barmherzigkeit Gottes und dazugehörende Begegnungsstätten

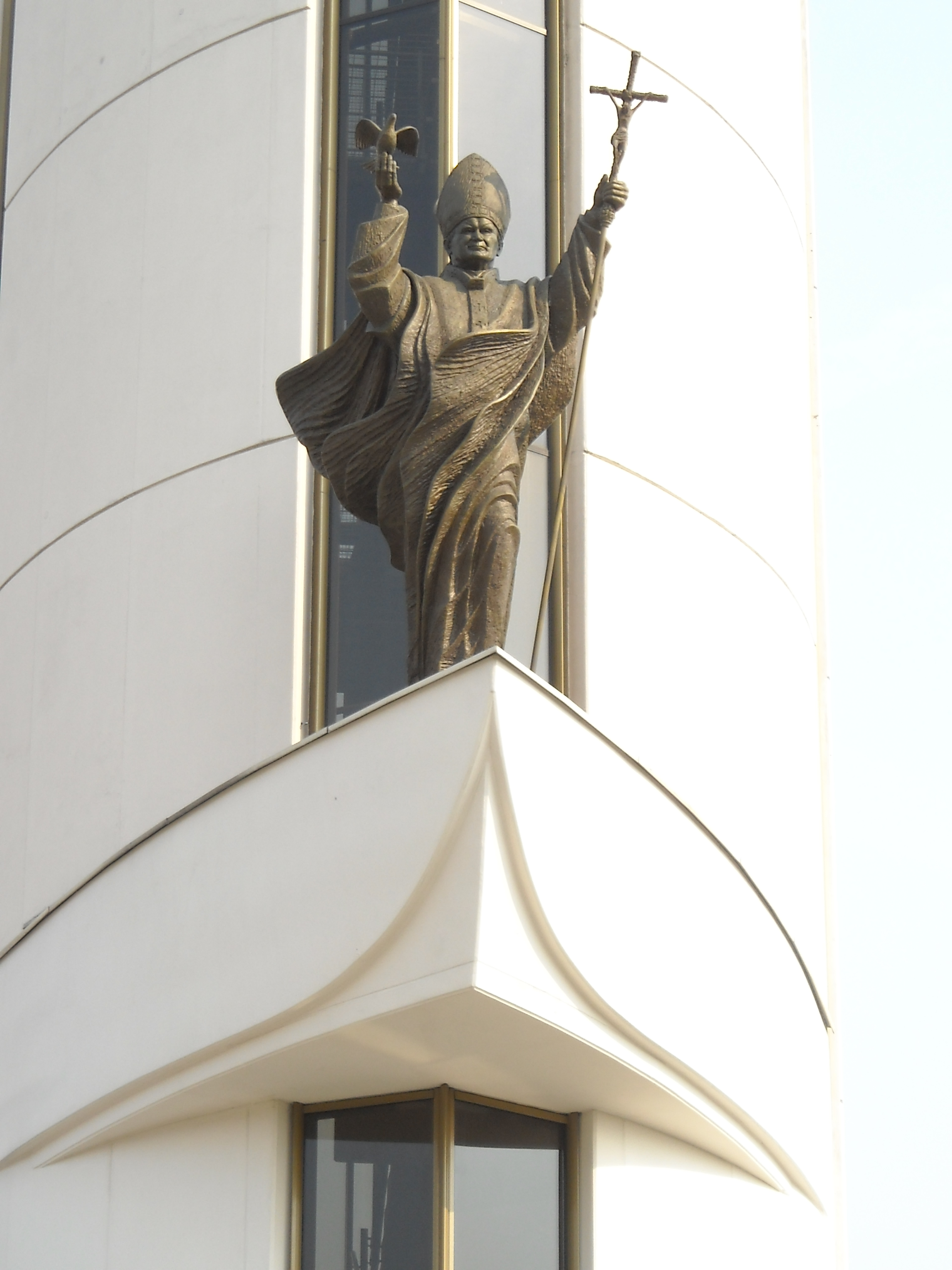
Bronzefigur Papst Johannes Pauls II. am Glockenturm
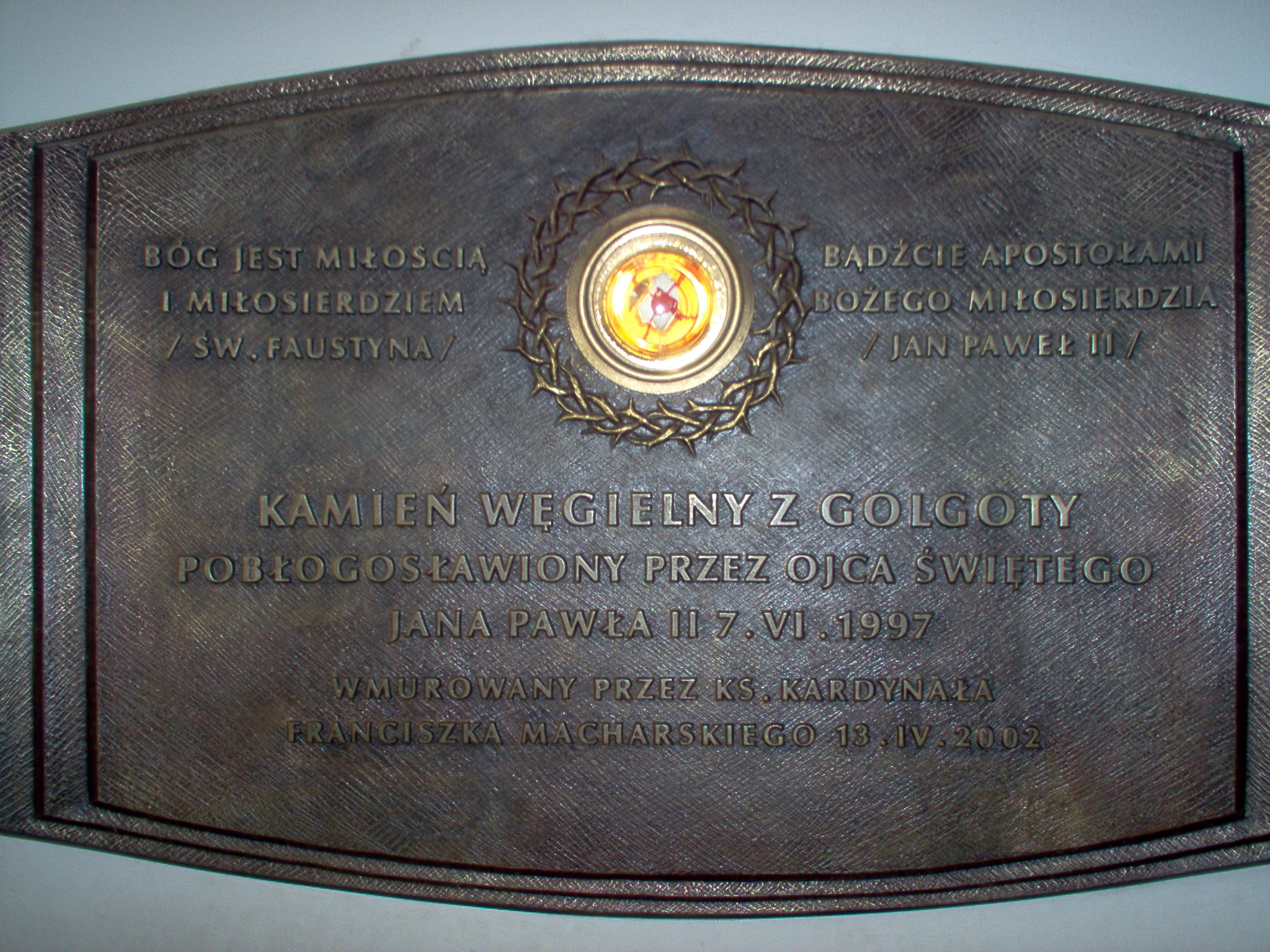
Gedenktafel in der Eingangshalle der unteren Basilika-Kirche mit dem Grundstein vom Golgotahügel
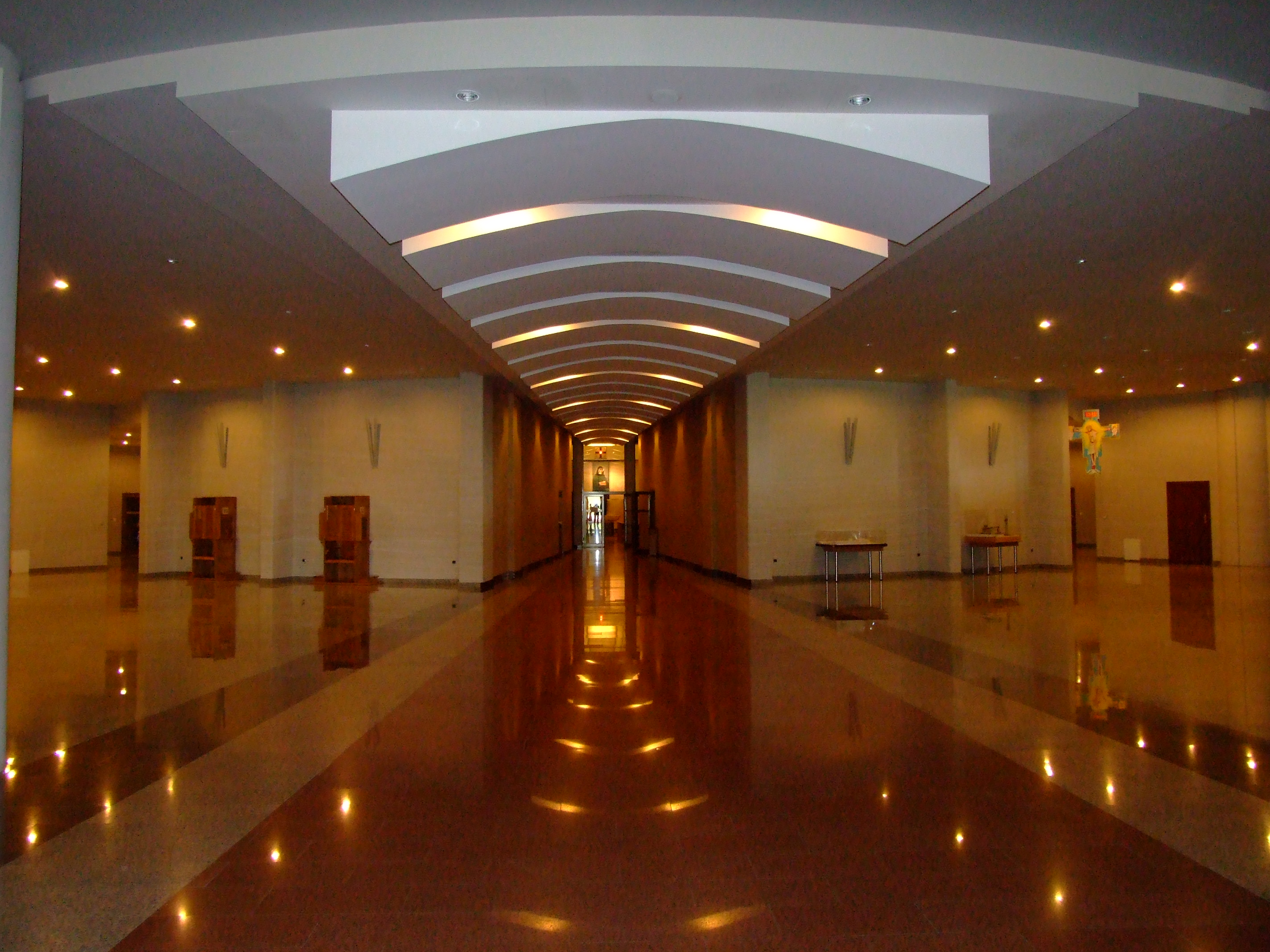
Eingangshalle der unteren Basilika-Kirche (Blick auf die Kapelle der Hl. Faustyna)
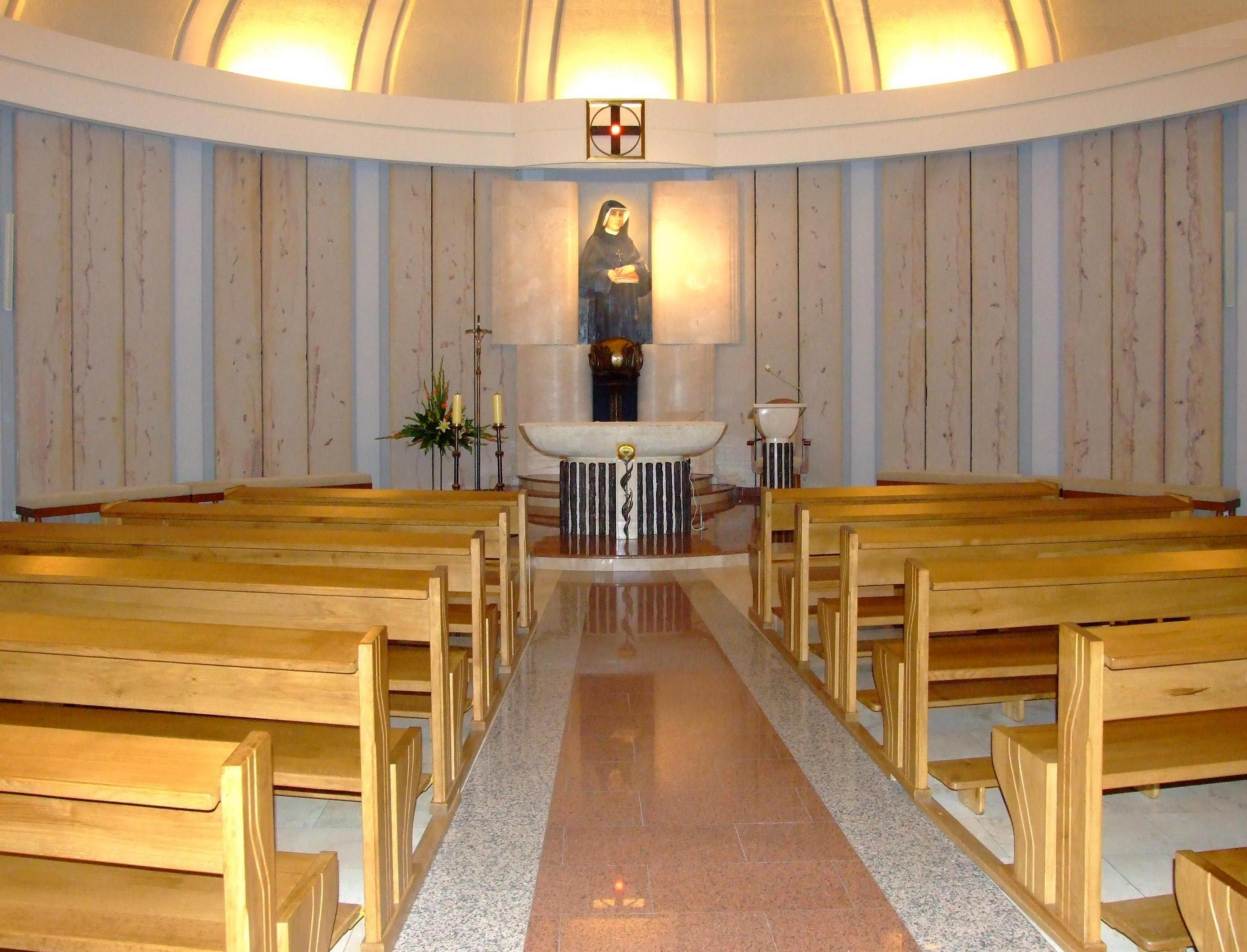
Kapelle der Hl. Faustyna
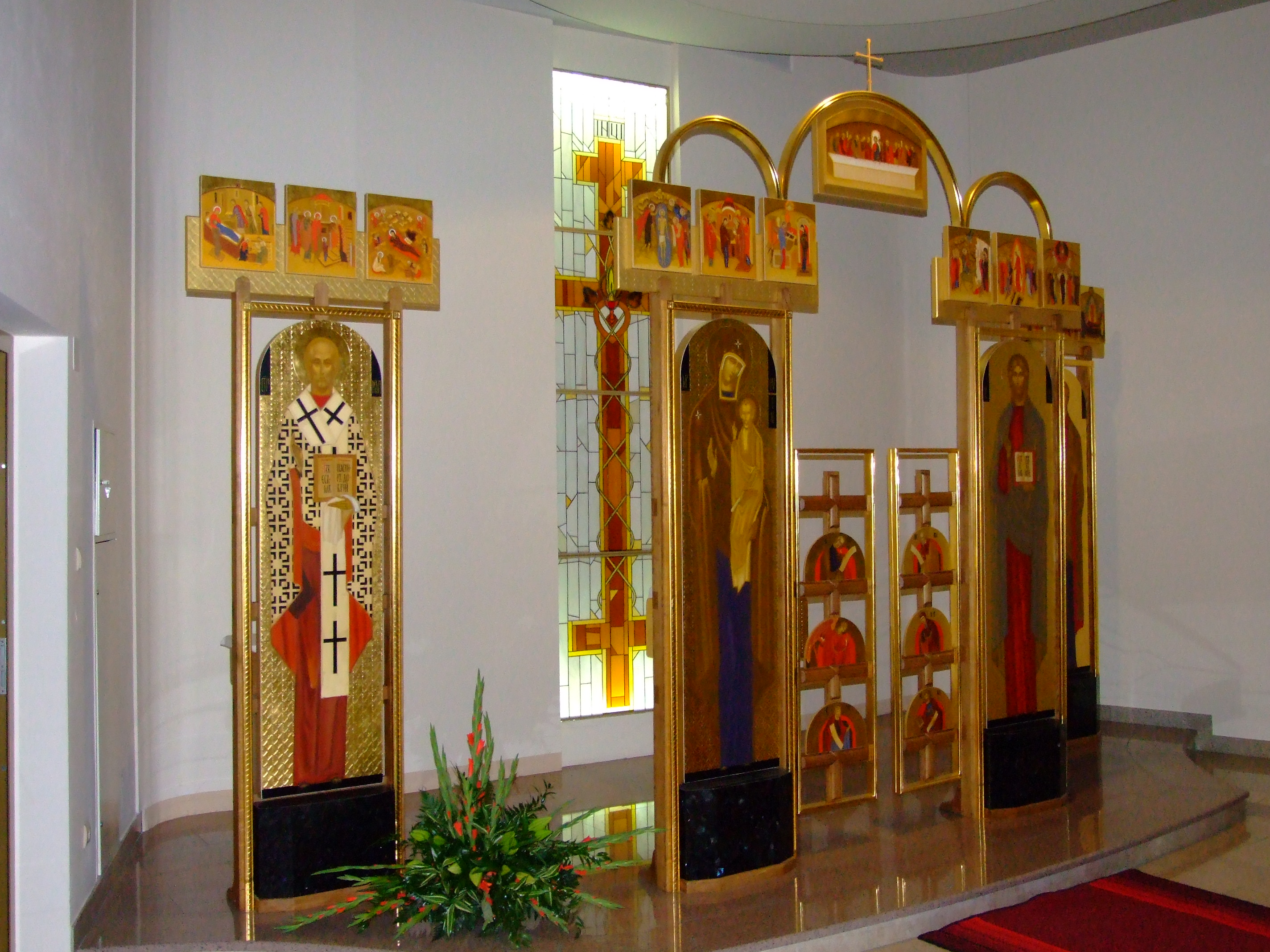
Kapelle der griechisch-katholischen Kirche in der unteren Basilika-Kirche
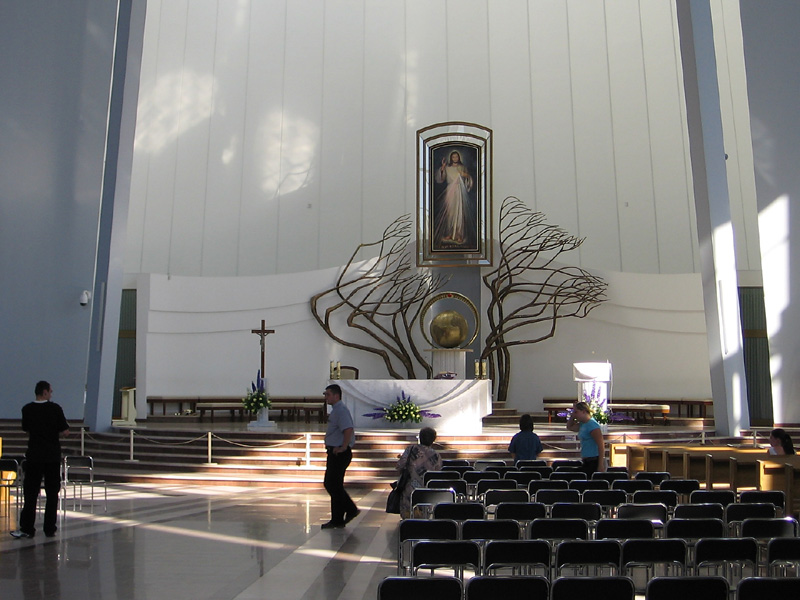
Obere Basilika-Kirche mit einer Kopie des Gnadenbildes
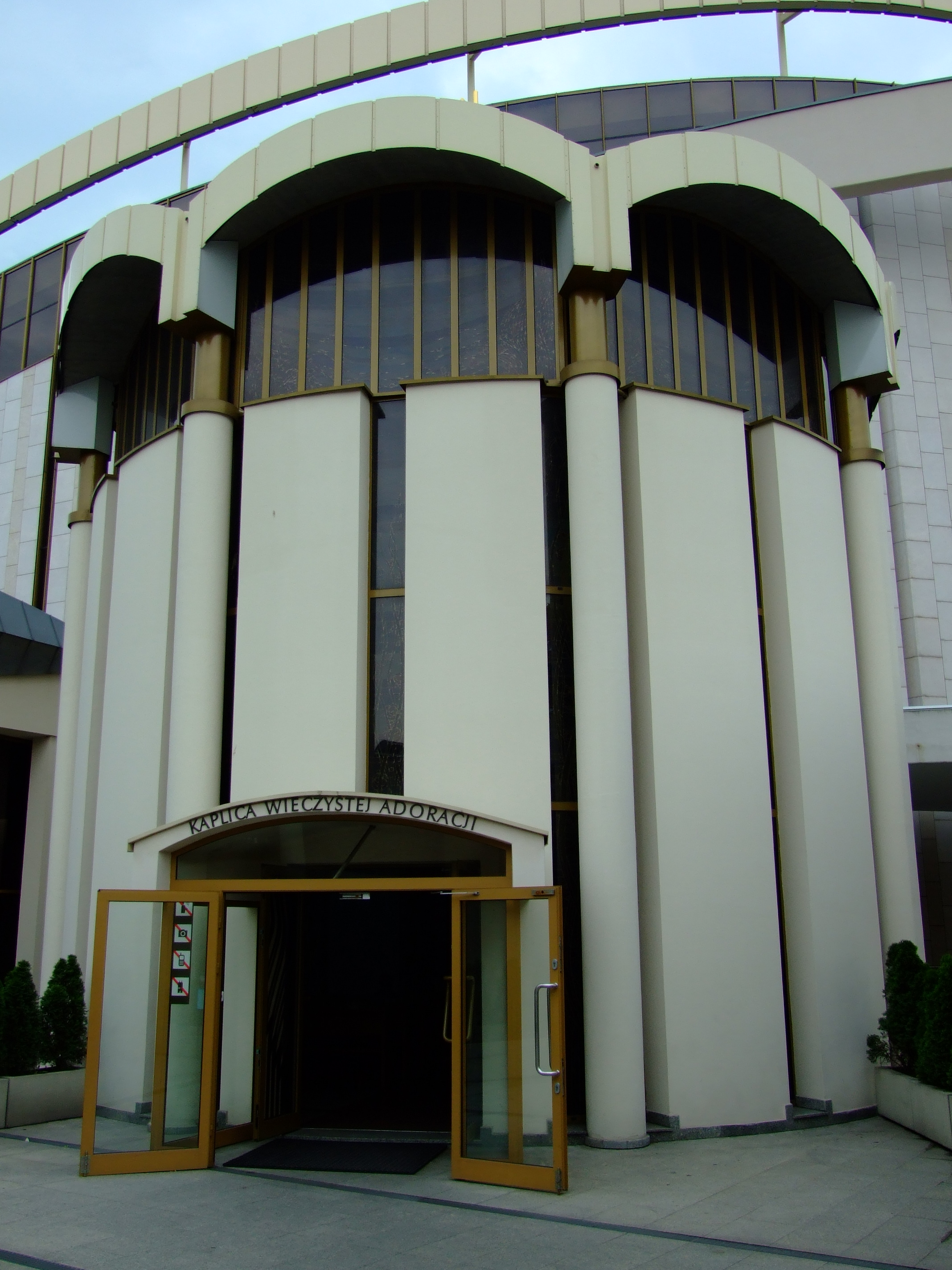
Kapelle der Ewigen Anbetung

Etwa zwei Millionen Pilger aus aller Welt besuchen jährlich das Sanktuarium der Barmherzigkeit Gottes. Die schöne Klosterkapelle aus dem Jahre 1891, in der sich das Gnadenbild und die Reliquien der Hl. Faustyna befinden, konnte nicht so viele Pilger empfangen. Deswegen war es notwendig, eine neue, größere Kirche zu bauen. Die Stiftung vom Sanktuarium der Barmherzigkeit Gottes, die 1996 ins Leben gerufen wurde, befasste sich mit der Arbeit, die mit dem Bau einer Basilica minor und ihres Umfeldes verbunden waren. Im Juni 1997 segnete Papst Johannes Paul II. bei seiner Pilgerfahrt nach Krakau einen Grundstein aus Golgatha. Der Bau der Basilika wurde am 8. September 1999 begonnen, am Fest Mariä Geburt. Am 22. September 1999 weihte Kardinal Franciszek Macharski feierlich den Bauplatz. Die Bauten und die Basilika wurden von Prof. Witold Cęckiewicz entworfen. Die Bauarbeiten verliefen von Anfang an sehr schnell. Die meiste Arbeit wurde in zwei Jahren gemacht, aber bis heute sind nicht alle Objekte fertig.

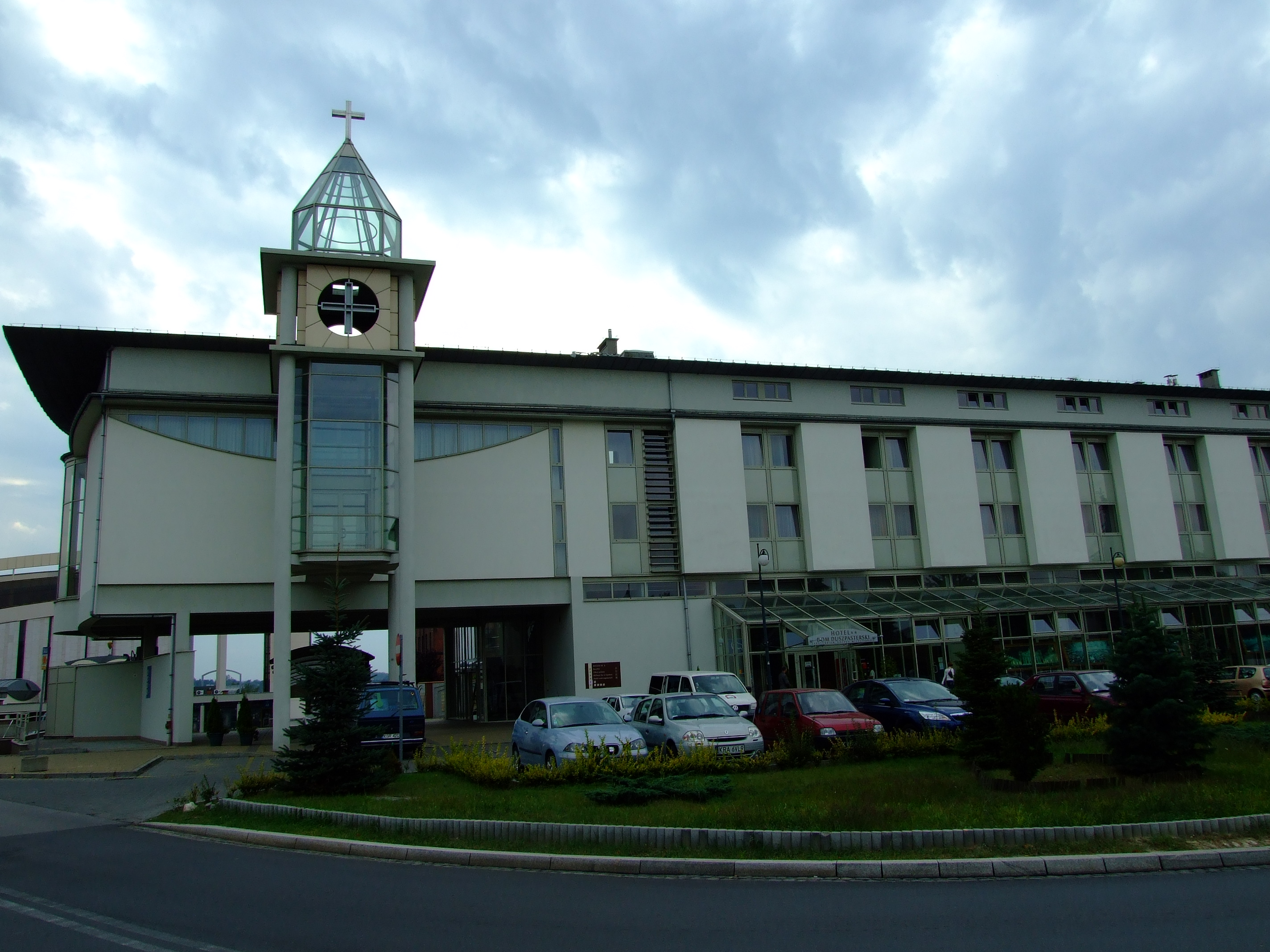
Pilgerherberge mit Gästezimmern, einem Konferenzraum und Beratungsstellen

Die Basilika besteht aus zwei Kirchen: einer oberen und einer unteren. In der oberen wird das Bild des Barmherzigen Jesus verehrt, in der unteren befindet sich die Hauptkapelle und vier Seitenkapellen, in denen ausländische Pilgergruppen (mit ihren Priestern) die Heilige Messe feiern können. Die untere Kirche ist der Hl. Faustyna geweiht. Seit 2015 wird hier die Soutane ausgestellt, die Papst Johannes Paul II. 1981 trug, als er bei einem Attentat schwer verletzt wurde. Neben dem oberen Teil der Basilika befindet sich ein Freiluftaltar, eine Kapelle der Ewigen Anbetung und der Aussichtsturm, von dem man die ganze Stadt Krakau sehen kann. In der Nähe der Basilika befinden sich die Pilgerherberge mit Gästezimmern, ein Konferenzraum und Beratungsstellen (für Familien von Alkohol- und Drogenabhängigen und für jeden, der Unterstützung bedarf), ein Amphitheater und ein gastronomischer Teil. Gebäude, die zum Sanktuarium gehören, sind behindertenfreundlich eingerichtet.
Das Innere der Basilika ist asketisch, jedoch imposant. Die Basilika kann bis zu 5.000 Gläubige aufnehmen. Wenn man das Gotteshaus betritt, sieht man über dem Altar eine Kopie vom Gnadenbild der Klosterkapelle. Unterhalb der Gemäldekopie befindet sich ein kugelförmiger, goldener Tabernakel, der die Erdkugel symbolisiert. Er ist von einem wie vom Wind zerzausten Strauch aus Bronze umgeben. Der Strauch ist die Metapher für den sündigen, schwachen Menschen, der nur beim Barmherzigen Jesus Ruhe finden kann.
Am 17. August 2002 bat der Krakauer Metropolit Franciszek Kardinal Macharski den Papst um die Einweihung des neuen Gotteshauses. Der Papst weihte die Basilika und vertraute die Welt der Barmherzigkeit Gottes an. Johannes Paul II. äußerte den Wunsch, dass die Botschaft der erbarmenden Liebe Gottes, die durch die Hl. Schwester Faustyna vermittelt wurde, alle Erdbewohner erreichen und ihre Herzen mit Hoffnung erfüllen solle. Ein Jahr nach der Einweihung der Basilika, am 16. August 2003, weihte der Vorsitzende des italienischen Episkopats Kardinal Camillo Ruini das Bild der Muttergottes der Barmherzigkeit – eine Kopie des Ikone der Barmherzigen Muttergottes in der Ostra Brama von Vilnius. Das Bild befindet sich links vom Presbyterium der Basilika. Kardinal Ruini weihte auch die Gedenktafel, die an die Einweihung der Basilika durch den Papst erinnert, und die Tafel mit Worten des päpstlichen Aktes der Weihe der Welt an die Barmherzigkeit Gottes.

## Papst Johannes Paul II. im Sanktuarium
Karol Wojtyła war oft zu Besuch bei den Schwestern der Muttergottes von der Barmherzigkeit in Krakau-Łagiewniki während der Besatzung durch die Nationalsozialisten, als er in der nahegelegenen Solvay-Fabrik arbeitete. Nach dem Zweiten Weltkrieg zelebrierte er die Messen zur Barmherzigkeit Gottes und hielt Predigten. In den 1960er Jahren führte er den Informationsprozess über das Leben und die Tugenden der Schwester Faustyna durch.
Während seiner fünften Pilgerfahrt in die Heimat, am 7. Juni 1997 besuchte Johannes Paul II. das Sanktuarium. Vor dem Gnadenbild des Barmherzigen Jesus und den Reliquien der Hl. Schwester Faustyna vertraute er der Barmherzigkeit Gottes das Schicksal der Menschheit, der Kirche und seines Pontifikats an. Der Papst sprach damals: „Die Botschaft der Barmherzigkeit Gottes war mir immer nah und teuer. Die Geschichte hat sie gleichsam den tragischen Erfahrungen des Zweiten Weltkrieges eingeschrieben. In diesen schwierigen Jahren war sie ein besonderer Halt und eine unerschöpfliche Quelle der Hoffnung, nicht nur für die Krakauer, sondern für die ganze Nation. Das war auch meine persönliche Erfahrung, die ich mit nach Rom genommen habe und die jetzt gewissermaßen die Gestalt dieses Pontifikats formt. Ich danke der Göttlichen Vorsehung, dass es mir durch die Einführung des Festes der Barmherzigkeit Gottes persönlich gegeben war, zur Erfüllung des Willens Jesu Christi beizutragen. Hier, bei den Reliquien der seligen Faustyna Kowalska, danke ich auch für die Gabe ihrer Seligsprechung.“
Auch der zweite Besuch des Papstes in Łagiewniki am 17. August 2002 war feierlich. Während des Besuches weihte Johannes Paul II. die Basilika und vertraute die Welt der Barmherzigkeit Gottes an. Vorbereitungen zu seinem Besuch fingen schon im Februar an: Gebete, Opfer, das Studium seiner Werke. Am Bau der Basilika arbeiteten über 200 Leute. An der Einweihung der oberen Kirche nahmen über 22.000 Menschen aus der ganzen Welt teil, vor allem aber kamen sie aus Polen, Ungarn, Italien, aus den USA, der Slowakei, der Ukraine, Weißrussland, Deutschland, Frankreich, Holland und Schweden. Auch nach dem Besuch des Heiligen Vaters betete man weiter: am 17.–24. August wurde eine Dankoktav gehalten. Das Sanktuarium wird von Strömen von Pilgern besucht.